# 絲條短吻獅子魚
絲條短吻獅子魚，為輻鰭魚綱鮋形目杜父魚亞目獅子魚科的其中一種，分布於東北太平洋美國奧勒岡州外海海域，棲息深度2265-2940公尺，為深海底棲性魚類，體長可達6.7公分，屬肉食性，生活習性不明。

## 擴展閱讀
維基物種上的相關：絲條短吻獅子魚